# Suomar
Suomar (lateinisch Suomarius) war ein alamannischer Gau-König im 4. Jahrhundert.
Der römische Historiker Ammianus Marcellinus berichtet: Nach einer siegreichen Schlacht gegen den römischen Heermeister Barbatio 357 bei Rauracum (Kaiseraugst) versammelten die Alamannenkönige Suomar, Hortar, Ur, Ursicinus und Vestralp unter der Führung von Chnodomar und Agenarich ihre Heere und zogen in die Schlacht von Argentoratum. Nach verlorener Schlacht bat Suomar den römischen Befehlshaber Severus um sein Leben und Land, was ihm unter der Auflage von Soldaten- und Lebensmittellieferungen, gewährt wurde.
358 schloss der Caesar (Unterkaiser) Julian (der 361 römischer Kaiser wurde) mit Suomar einen Friedensvertrag. Von Julians Nachfolger als römischer Kaiser, Valentinian I., wurde der Vertrag 364 jedoch nicht verlängert.